# Halal
Halal (arap. حلال) je arapska reč koja znači čisto ili dozvoljeno i označava u islamu sve stvari i dela, koja su prema islamskom zakonu dozvoljene. Oni stoje između haram (arap. حرام) (zabranjeno) i farz (arap. فرض) (dužnosti).

## Hrana
Reč Halal se najčešće koristi u odnosu na hranu i prehranu propisanu u Kuranu i sunnetu.
Kuran zabranjuje krv, meso svinje, meso bilo koje životinje, koja je bila posvećena Bogu, osim Alahu, meso životinje koja je ubijena davljenjem, smrt od gladi. Prema Kuranu zabranjeno je konzumiranje alkoholnih pića.

## Literatura
- Maqsood, Ruqaiyyah Waris (2004). Islam. Teach Yourself World Faiths. London: Hodder & Stoughton. стр. 204. ISBN 978-0-340-60901-9.